# Петинг (општина)
Петинг (њем. Petting) општина је у њемачкој савезној држави Баварска. Једно је од 35 општинских средишта округа Траунштајн. Према процјени из 2010. у општини је живјело 2.351 становника. Посједује регионалну шифру (AGS) 9189135.

## Географски и демографски подаци
Петинг се налази у савезној држави Баварска у округу Траунштајн. Општина се налази на надморској висини од 451 метра. Површина општине износи 29,9 km². У самом мјесту је, према процјени из 2010. године, живјело 2.351 становника. Просјечна густина становништва износи 79 становника/km².